# Carlos Valdez Matos
Carlos José Valdez Matos (Haina, San Cristóbal (República Dominicana), 1 de junio de 1991) es un político de la República Dominicana, miembro del Partido Revolucionario Moderno (PRM). Es ministro de la Juventud desde el 17 de julio del 2024 designado por el presidente Luis Abinader en el decreto número 390-24.

## Biografía
Egresado de la Universidad O&M, ha complementado su formación con estudios en Gestión de Gobiernos y Campañas Electorales en la Universidad Camilo José Cela en Madrid, España, y un máster en Economía Verde y Estrategias de Sostenibilidad con doble titulación de la Universidad de Lleida y Next Educación.
Actualmente, cursa una maestría en Gestión Pública y Gobernanza con enfoque en Gestión de Proyectos en la Universidad Autónoma de Santo Domingo. 
En su trayectoria profesional, Valdez Matos ha ocupado roles tanto en el sector público como en el privado. Fundó la Fundación de Líderes Juveniles de América. En el ámbito gubernamental, ha sido Director de la Unidad de Planificación y Desarrollo de la Alcaldía de los Bajos de Haina y actualmente se desempeña como Ministro de la Juventud de la República Dominicana del gobierno de Luis Abinader, desde el 17 de julio del 2024.

## Carrera Política

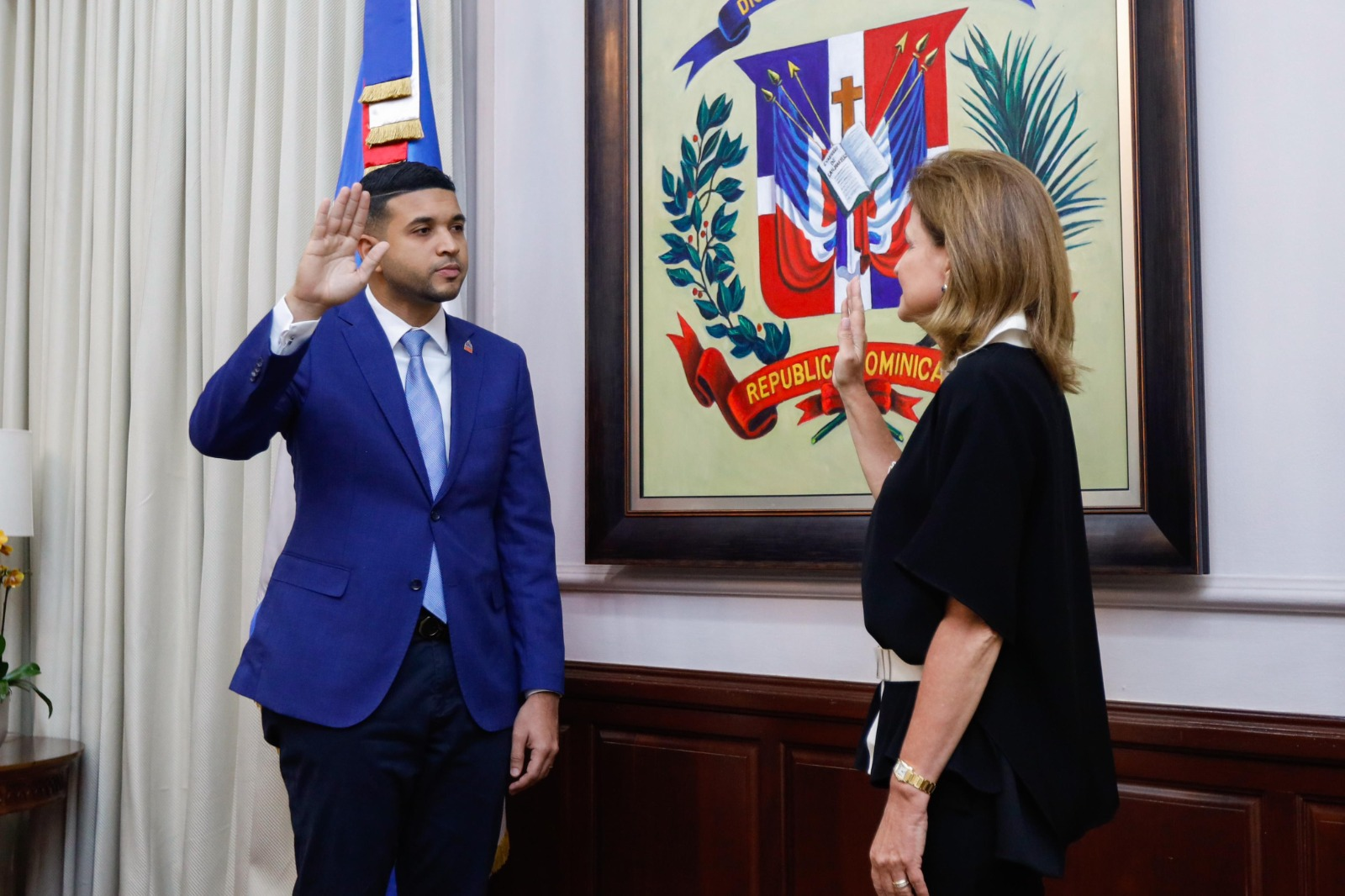
Juramentación Carlos Valdez

Desde el año 2008, comenzó como vocero juvenil provincial en la campaña del Partido Revolucionario Dominicano (PRD) y desde entonces, ha sido coordinador Operativo Juvenil y Coordinador Juvenil de diferentes circunscripciones.
En 2016, fue designado Director de la Unidad de Planificación y Desarrollo de la Alcaldía del Municipio de Bajos de Haina, su primera experiencia en la administración pública. En 2020, fue nombrado viceministro de Emprendimiento en el Ministerio de la Juventud. 
En julio de 2022, Valdez asumió la presidencia nacional de la Juventud del Partido Revolucionario Moderno (JRM).

## Vida privada
Está casado con la arquitecta Nicole Rodríguez. Es hijo del empresario de bienes raíces Pedro Valdez y  Altagracia S. Matos.

## Reconocimientos
Entre sus premios destacan: 

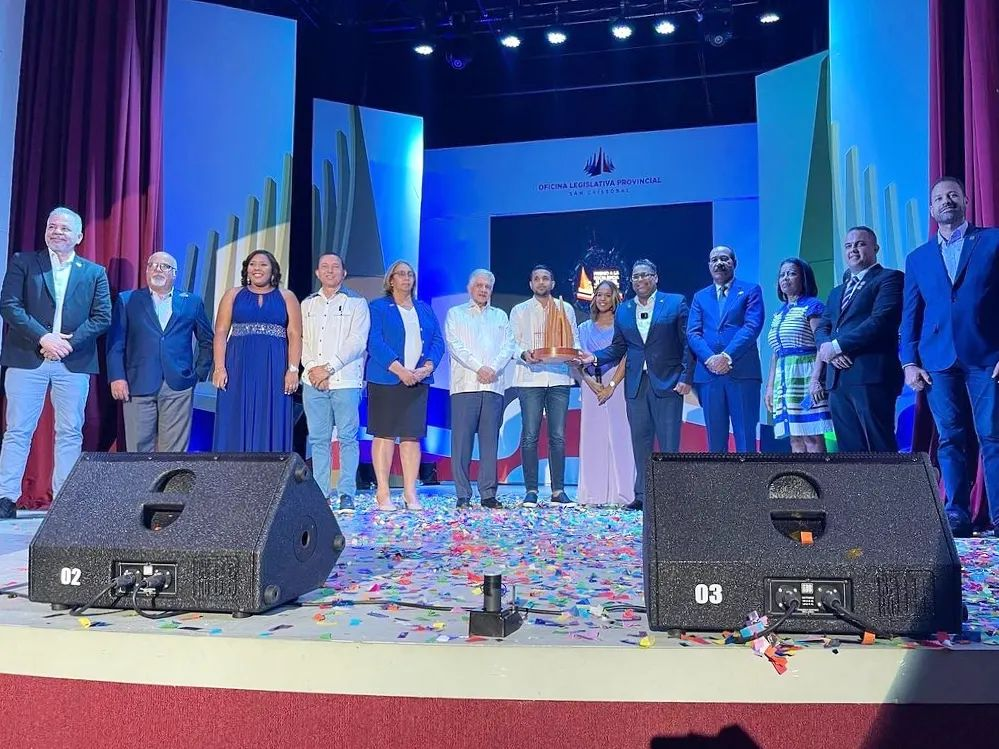
Premio a la Excelencia Juvenil - Por el Senado Dominicano

- Premio al Mérito Joven Institucional de la Fundación Generación y Acción (2023).
- Premio a Joven Destacado de la República Dominicana por la Alcaldía del Distrito Nacional (2023).
- Premio Nacional de la Juventud en la categoría Bienestar Social (2017).
- Premio a la Excelencia Juvenil de la Provincia de San Cristóbal otorgado por el Senado de la República Dominicana[4] en 2022.